# Гиппарх (лунный кратер)
Кратер Гиппарх (лат. Hipparchus), не путать с кратером Гиппарх на Марсе, — большой древний ударный кратер в центральной экваториальной области видимой стороны Луны. Название присвоено в честь древнегреческого астронома, механика, географа Гиппарха (ок. 190 до н. э. — ок. 120 до н. э.) и утверждено Международным астрономическим союзом в 1935 г. Образование кратера относится к донектарскому периоду.

## Описание кратера
Ближайшими соседями кратера являются кратер Гюлден на западе; кратер Реомюр на северо-западе; кратер Зелигер на севере-северо-западе; кратер Рэтик на севере; кратер Пикеринг на северо-востоке; кратер Сондер на востоке; кратер Хайнд на юге-юго-востоке; кратер Галлей на юге; а также кратер Мюллер на юго-западе. Кроме этого в северо-восточной части чаши кратера Гиппарх находится кратер Хоррокс. На северо-западе от кратера находятся борозда Реомюра и борозда Оппольцера, за ними далее на северо-запад находится Залив Центральный. Селенографические координаты центра кратера 5°22′ ю. ш. 4°55′ в. д. / 5,36° ю. ш. 4,91° в. д., диаметр 144 км, глубина 1,1 км.
За длительное время своего существования кратер подвергся значительному разрушению, вал перекрыт множеством кратеров различного размера, западная часть вала практически полностью разрушена, останки западной части вала рассечены двумя широкими расщелинами. Средняя высота вала кратера над окружающей местностью 1690 м, объем кратера составляет приблизительно 20900 км³. Дно чаши кратера частично затоплено и выровнено базальтовой лавой, однако юго-западная часть чаши поднята и пересечена хаотично расположенными холмами и грядами. На месте центрального пика находятся несколько возвышений и вал затопленного лавой сателлитного кратера Гиппарх X (см. ниже).
Вал кратера Гиппарх имеет яркость 8½° по таблице яркостей Шрётера.

## Сателлитные кратеры
| Гиппарх | Координаты                                        | Диаметр, км |
| ------- | ------------------------------------------------- | ----------- |
| B       | 6°59′ ю. ш. 1°44′ в. д. / 6,99° ю. ш. 1,73° в. д. | 4,4         |
| C       | 7°25′ ю. ш. 8°13′ в. д. / 7,41° ю. ш. 8,21° в. д. | 16,5        |
| D       | 4°28′ ю. ш. 2°06′ в. д. / 4,47° ю. ш. 2,1° в. д.  | 4,2         |
| E       | 4°14′ ю. ш. 2°14′ в. д. / 4,23° ю. ш. 2,23° в. д. | 3,9         |
| F       | 4°12′ ю. ш. 2°28′ в. д. / 4,2° ю. ш. 2,47° в. д.  | 8,9         |
| G       | 5°02′ ю. ш. 7°24′ в. д. / 5,03° ю. ш. 7,4° в. д.  | 13,7        |
| H       | 5°29′ ю. ш. 2°17′ в. д. / 5,48° ю. ш. 2,28° в. д. | 3,8         |
| J       | 7°35′ ю. ш. 3°12′ в. д. / 7,59° ю. ш. 3,2° в. д.  | 13,8        |
| K       | 6°58′ ю. ш. 2°10′ в. д. / 6,97° ю. ш. 2,16° в. д. | 10,9        |
| L       | 6°52′ ю. ш. 9°00′ в. д. / 6,87° ю. ш. 9° в. д.    | 12,7        |
| N       | 4°51′ ю. ш. 4°59′ в. д. / 4,85° ю. ш. 4,98° в. д. | 5,5         |
| P       | 4°45′ ю. ш. 2°42′ в. д. / 4,75° ю. ш. 2,7° в. д.  | 5,0         |
| Q       | 8°30′ ю. ш. 2°52′ в. д. / 8,5° ю. ш. 2,87° в. д.  | 6,9         |
| T       | 7°09′ ю. ш. 3°32′ в. д. / 7,15° ю. ш. 3,53° в. д. | 6,0         |
| U       | 6°46′ ю. ш. 3°33′ в. д. / 6,77° ю. ш. 3,55° в. д. | 7,7         |
| W       | 5°05′ ю. ш. 7°43′ в. д. / 5,08° ю. ш. 7,72° в. д. | 5,2         |
| X       | 5°51′ ю. ш. 4°53′ в. д. / 5,85° ю. ш. 4,89° в. д. | 17,3        |
| Z       | 8°34′ ю. ш. 9°04′ в. д. / 8,56° ю. ш. 9,06° в. д. | 5,6         |

- Сателлитные кратеры Гиппарх C и Гиппарх L включены в список кратеров с яркой системой лучей Ассоциации лунной и планетарной астрономии (ALPO)[5].
- Сателлитный кратер Гиппарх K включен в список кратеров с темными радиальными полосами на внутреннем склоне Ассоциации лунной и планетарной астрономии (ALPO)[6].
- В сателлитных кратерах Гиппарх C и Гиппарх W зарегистрированы термальные аномалии во время лунных затмений. Это явление объясняется небольшим возрастом кратеров и отсутствием достаточного слоя реголита, оказывающего термоизолирующее действие. Явление характерно для большинства молодых кратеров.

## История наблюдений
- В 1665 г. Роберт Гук опубликовал в своей работе «Микрография» (Micrographia) первый рисунок отдельной черты лунной поверхности — кратера Гиппарх[7]. Рисунок был удивительно точен, учитывая несовершенство инструментов тех времён[8][9].